# Frank Tusa

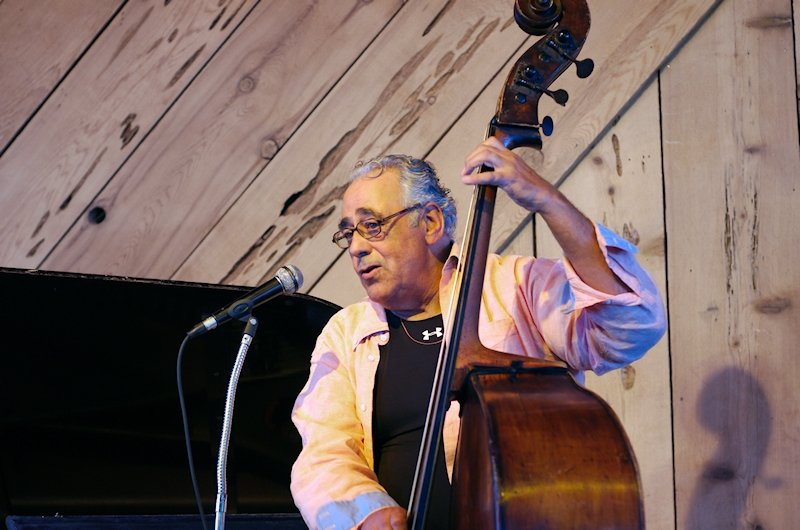
Frank Tusa, 2013

Frank Tusa (* 1. April 1947 in New York City) ist ein US-amerikanischer Jazz-Bassist.
Tusa arbeitete u. a. mit Paul Bley (1970–71), Dave Liebmans Trio Open Sky (1972–74), Dom Um Romão (1973) und Art Blakey. Von 1973 bis 1976 gehörte er Liebmans Band Lookout Farm an. Mit dieser als Studioband, zu der Pianist Richie Beirach, Schlagzeuger Jeff Williams und der bengalische Perkussionist Badal Roy gehörten, nahm er 1975 als Bandleader das Album Father Time auf. Zwischen 1975 und 1979 bildete er mit Beirach und Eliot Zigmund die Gruppe Eon; ferner nahm er mit Bebop & Beyond auf.